# الدوري النمساوي 2018–19
الدوري النمساوي الممتاز 2018–19 (بالألمانية: Österreichische Fußballmeisterschaft 2018/19)‏ هو الموسم 107 من  بوندسليغا النمسا لكرة القدم. أقيم خلال الفترة 27 يوليو 2018 وحتى 26 مايو 2019، وكان عدد الأندية المشاركة فيه  12، وفاز فيه ريد بل زالتسبورغ.